# Liste schwäbischer Adelsgeschlechter/M

## M
| Name                                                      | Stammsitz                                        | Stand                                   | Anmerkungen zu Geschichte und Verbreitung | Mitgliedschaft in Adelsvereinigungen, Bündnissen oder Matrikeln | Links zu relevanten Bildergalerien                    | Wappen               |
| --------------------------------------------------------- | ------------------------------------------------ | --------------------------------------- | --- | --- | ----------------------------------------------------- | -------------------- |
| Magenbuch                                                 | Magenbuch                                        |                                         | | Leitbracken |                                                       | Scheibler            |
| Manßperg, Mannsberg, Mansberg                             | Mannsberg                                        | teckische Ministerialen                 | Stammburg 1389 an Württemberg verkauft, letztmals erwähnt 1536 | Leitbracken |                                                       | Scheibler            |
| Massenbach                                                | Massenbach                                       | Reichsritter Freiherren                 | mit Warmunt von Massenbach um 1160 erstmals nachgewiesenen, vermutlich Seitenlinie der Herren von Gemmingen mit denen sie das Wappen teilen. Im 14. bis 16. Jahrhundert bestanden die Seitenlinien Neuhaus und Talacker. Im 15. Jahrhundert Bildung einer bedeutenden norddeutschen Linie in Preußen, die die mehrfach ausgestorbene schwäbische Linie wiederholt neu besetzt hat. | Kanton Kocher (1564–1597 mit Ebersberg) Kanton Kraichgau (mit Massenbach) | Schloss Massenbach weitere Bilder hier                | Siebmacher           |
| Matsch                                                    | Matsch, Churburg                                 | Ritter                                  | im 14. Jh. Grafschaft Kirchberg | Leitbracken |                                                       | Scheibler            |
| Maubach                                                   | Burg Maubach                                     | Ritter                                  | im Raum Backnang und in Esslingen ansässig; am Ende des 14. Jahrhunderts ausgestorben | |                                                       | Alberti              |
| Megenzer von Velldorf, auch Megenzer von Felldorf         | Felldorf                                         | Reichsritter                            | | Gesellschaft mit dem Esel Sankt Jörgenschild (Teil am Neckar (1488)) Schwäbischer Bund Kanton Neckar (1548–1686) (letztes Mitglied: Philipp Jacob M. zu Mühlen und Egelstal) Kanton Kocher (1648–1656: Hans Kaspar von M., wegen Schaubeck und Kleinbottwar) |                                                       | Siebmacher           |
| Mentzingen, auch Menzingen                                | Menzingen                                        | Freiherren, Reichsritter                | | Gesellschaft mit dem Esel Kanton Kraichgau (18. Jhd.) Kanton Kocher (1681–1731) mit Bodelshofen Sie waren ebenfalls zur Vogtländischen Ritterschaft zugehörig                                                                                                | Ruine des Schloss Menzingen weitere Bilder hier       |                      |
| Merkingen                                                 | Burg Merkingen in Neresheim-Dorfmerkingen        | oettingische Ministerialen              | Erste Erwähnung 1223; letzte Erwähnung 1416 | |                                                       | Neuer Siebmacher     |
| Metzler von Andelberg                                     | Vorarlberg                                       | Adelsstand seit 1530                    | Christoph Metzler | |                                                       | Siebmacher           |
| Minner (Myner) von Rietenau                               | Kornwestheim, später Schlössle Rietenau (Aspach) | Geadelt im 16. Jahrhundert              | Amtmänner und Forstmeister im Dienst der Württemberger im Raum Backnang | | Epitaph des Conrad Minner                             | Siebmacher           |
| Möhringen                                                 | Burg Möhringen (Stuttgart)                       | Ritter                                  | Vom 12. bis zum 15. Jahrhundert in Möhringen und Umgebung ansässig; 1406 im Mannesstamm erloschen | |                                                       |                      |
| Montfort                                                  | Burg Montfort (Alt-Montfort)                     | Grafen                                  | Als Seitenlinie der Pfalzgrafen von Tübingen beerbten sie nach 1182 die Grafen von Bregenz. ab 1258 spalteten sich zunächst die Grafen von Werdenberg. Ebenfalls 1258/1260 spaltete sich Montfort-Feldkirch ab (bis 1390) 1267/1270 teilte sich weiterhin Montfort-Bregenz (bis 1338, beerbt von Montfort-Tettnang) und Montfort-Tettnang. Hiervon ab 1354 jüngere Linie Tettnang (bis 1527) und jüngere Linie Bregenz (bis 1787). Nachfolger Montforts waren: Habsburg: Feldkirch 1375/79; Bregenz 1451/1523 Königsegg: 1565 Rothenfels Österreich: 1779/1780 Tettnang 1787 starben die Grafen aus. | Sankt Jörgenschild (Teil am Neckar (1488)) Schwäbischer Bund Kanton Hegau (wegen Schomburg) | Stammbaum der Grafen von Montfort weitere Bilder hier | Scheibler Siebmacher |
| Münch von Landskron                                       | Basel                                            |                                         | | Leitbracken |                                                       | Ingeram Codex        |
| Münchingen                                                | Münchingen                                       | tübingische Ministerialen, Reichsritter | Stammesgenossen der Truchsessen von Höfingen, Beiname Keller | Kanton Kocher (mit dem 1700 verkauften Bittenfeld) Kanton Neckar (mit dem 1709 verkauften Hochdorf und dem 1733 verkauften Münchingen) |                                                       | Scheibler Siebmacher |
| Münchweil                                                 | Münchwilen TG                                    | Ministerialen                           | im Mannesstamm erloschen 1478 | |                                                       | Scheibler            |
| Muntprat (von Spiegelberg), Muntbrot, Mundbrodt, Mundbrod | ursprünglich Italien, Konstanz                   | Patrizier, Adelsstand seit 1550         | Mannesstamm erloschen 1653; Besitz im Thurgau: Spiegelberg (1464–1582), Altenklingen, Salenstein, Weinfelden | |                                                       | Siebmacher           |
| Murrhardt                                                 | Burg Wolkenstein, Murrhardt                      | Ritter                                  | 1231 mit Heinrich von Murrhardt erstmals erwähnt; 1260 Ulrich von Murrhardt. Wahrscheinlich im 14. Jahrhundert erloschen | |                                                       |                      |